# Die Harmonie der Welt (symphonie)

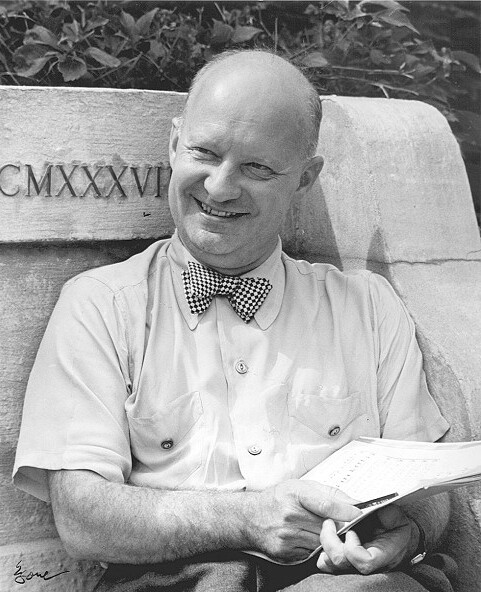
Paul Hindemith pendant son exil américain, en 1939 ou 1940

La symphonie Die Harmonie der Welt (français : l'harmonie du monde) est une œuvre orchestrale de Paul Hindemith. Composée en 1951, le thème-concept d'ordre métaphysique reprend les idées de l'astronome allemand Johannes Kepler qui compara les lois régissant le mouvement des planètes avec les lois de la musique en vertu d'une harmonie universelle. En 1937 Hindemith avait publié un traité sur cette idée d'harmonie sonore supérieure et en 1956 il compose sur le même sujet un opéra homonyme. La symphonie est créée le 24 janvier 1952 par l'Orchestre de chambre de Bâle dirigé par Paul Sacher le dédicataire, et rejouée l'année suivante à Édimbourg par Wilhelm Furtwängler.

## Structure
1. Musica instrumentalis : musique dont la perception s'adresse simplement aux sens, émeut l'auditeur, s'empare de son corps. Contrepoint constitué de trois thèmes, un thème ostinato, une marche, et un thème appassionato.
2. Musica humana : elle fait intervenir l'esprit, établit un rapport corps-intellect et exige de l'auditeur de mobiliser ses facultés mentales. Deux grands motifs mélodiques exposés séparément puis rassemblés.
3. Musica mundana : l'harmonie des sphères au-delà de la raison humaine, lui fait entrevoir la transcendance de la musique à laquelle il ne peut contribuer. Large fugato suivie d'une passacaille en vingt et une parties à la polyphonie complexe avant une coda solennelle.

## Source
- François-René Tranchefort, Guide de la musique symphonique, éd.Fayard 1986, p.357  (ISBN 2-213-01638-0)